# BJU Records
BJU Records (Brooklyn Jazz Underground Records) is een Amerikaans platenlabel dat  jazz, creative jazz en geïmproviseerde muziek uitbrengt van musici uit New York. Het werd in 2008 opgericht door Brooklyn Jazz Underground Collective, een club van onafhankelijke musici uit Brooklyn. Het label produceert de muziek niet zelf, maar brengt de platen alleen uit. Het label heeft tientallen albums uitgebracht, van onder andere de Nederlandse saxofoniste Marike van Dijk, Rob Garcia, Mike Fahie, David Smith, David Cook, Sunny Jain, Arthur Kell, Anne Mette Iversen, John Chin, Rafał Sarnecki, Owen Howard en Michael Blanco.
In de Benelux wordt de muziek gedistribueerd door Painted Dog Records.